# 78. ceremonia wręczenia Oscarów
78. ceremonia rozdania Oscarów odbyła się 5 marca 2006 roku w Kodak Theatre w Los Angeles. Gospodarzem ceremonii wręczania Oscarów był Jon Stewart.
Głównym faworytem uroczystości był dramat Tajemnica Brokeback Mountain. Obrazowi jednak nie udało się zdobyć statuetki dla najlepszego filmu 2005 roku. Tytuł ten otrzymała niezależna produkcja opowiadająca o współczesnych konfliktach rasowych w Los Angeles – Miasto gniewu.
Dużą niespodzianką jest liczba zdobytych nagród Akademii dla filmów King Kong i Wyznania gejszy. Produkcje te nie zdobyły nominacji w najbardziej znaczących kategoriach, jednak udało im się otrzymać aż po trzy statuetki.
Za przegranego można uznać w tym roku Good Night and Good Luck George’a Clooneya. Film miał 6 nominacji między innymi w kategoriach najlepszy film, reżyser i aktor, nie zdobył jednak żadnej nagrody. Za to sam George Clooney otrzymał statuetkę za drugoplanową rolę w filmie Syriana. Żadnej statuetki nie zdobył również dramat Stevena Spielberga Monachium.

## Laureaci
Laureaci nagród wyróżnieni są wytłuszczeniem

### Najlepszy film
- Paul Haggis, Cathy Schulman – Miasto gniewu
- Diana Ossana, James Schamus – Tajemnica Brokeback Mountain
- Caroline Baron, William Vince, Michael Ohoven – Capote
- Grant Heslov – Good Night and Good Luck
- Kathleen Kennedy, Steven Spielberg, Barry Mendel – Monachium

### Najlepszy aktor
- Philip Seymour Hoffman – Capote
- Heath Ledger – Tajemnica Brokeback Mountain
- David Strathairn – Good Night and Good Luck
- Terrence Howard – Hustle & Flow
- Joaquin Phoenix – Spacer po linie

### Najlepsza aktorka
- Reese Witherspoon – Spacer po linie
- Judi Dench – Pani Henderson
- Charlize Theron – Daleka północ
- Keira Knightley – Duma i uprzedzenie
- Felicity Huffman – Transamerica

### Najlepszy aktor drugoplanowy
- George Clooney – Syriana
- Jake Gyllenhaal – Tajemnica Brokeback Mountain
- Paul Giamatti – Człowiek ringu
- Matt Dillon – Miasto gniewu
- William Hurt – Historia przemocy

### Najlepsza aktorka drugoplanowa
- Rachel Weisz – Wierny ogrodnik
- Michelle Williams – Tajemnica Brokeback Mountain
- Catherine Keener – Capote
- Amy Adams – Świetlik
- Frances McDormand – Daleka północ

### Pełnometrażowy film animowany
- Wallace i Gromit: Klątwa królika
- Gnijąca panna młoda Tima Burtona
- Ruchomy zamek Hauru

### Najlepsza scenografia i dekoracje wnętrz
- John Myhre (scenografia); Gretchen Rau (dekoracje) – Wyznania gejszy
- James D. Bissell (scenografia); Jan Pascale (dekoracje) – Good Night and Good Luck
- Stuart Craig (scenografia); Stephenie McMillan (dekoracje) – Harry Potter i Czara Ognia
- Grant Major (scenografia); Dan Hennah, Simon Bright (dekoracje) – King Kong
- Sarah Greenwood (scenografia); Katie Spencer (dekoracje) – Duma i uprzedzenie

### Najlepsze zdjęcia
- Dion Beebe – Wyznania gejszy
- Wally Pfister – Batman: Początek
- Rodrigo Prieto – Tajemnica Brokeback Mountain
- Robert Elswit – Good Night and Good Luck
- Emmanuel Lubezki – Podróż do Nowej Ziemi

### Najlepsze kostiumy
- Colleen Atwood – Wyznania gejszy
- Gabriella Pescucci – Charlie i fabryka czekolady
- Sandy Powell – Pani Henderson
- Jacqueline Durran – Duma i uprzedzenie
- Arianne Phillips – Spacer po linie

### Najlepsza reżyseria
- Ang Lee – Tajemnica Brokeback Mountain
- Bennett Miller – Capote
- Paul Haggis – Miasto gniewu
- George Clooney – Good Night and Good Luck
- Steven Spielberg – Monachium

### Pełnometrażowy film dokumentalny
- Luc Jacquet – Marsz pingwinów

### Krótkometrażowy film dokumentalny
- Corinne Marrinan i Eric Simonson – A Note of Triumph: The Golden Age of Norman Corwin

### Najlepszy montaż
- Hughes Winborne – Miasto gniewu
- Daniel P. Hanley, Mike Hill – Człowiek ringu
- Claire Simpson – Wierny ogrodnik
- Michael Kahn – Monachium
- Michael McCusker – Spacer po linie

### Najlepszy film nieanglojęzyczny
- Gavin Hood (RPA) – Tsotsi

### Charakteryzacja
- Howard Berger i Tami Lane – Opowieści z Narnii: Lew, czarownica i stara szafa
- Człowiek ringu
- Gwiezdne wojny: część III – Zemsta Sithów

### Najlepsza muzyka
- Gustavo Santaolalla – Tajemnica Brokeback Mountain
- Alberto Iglesias – Wierny ogrodnik
- John Williams – Wyznania gejszy
- John Williams – Monachium
- Dario Marianelli – Duma i uprzedzenie

### Najlepsza piosenka
- It's Hard Out Here for a Pimp – Hustle & Flow – Jordan Houston, Cedric Coleman, Paul Beauregard
- „In the Deep” – Miasto gniewu – muzyka: Kathleen York, Michael Becker; słowa: Kathleen York
- „Travelin’ Thru” – Transamerica – Dolly Parton

### Najlepszy dźwięk
- Christopher Boyes, Michael Semanick, Michael Hedges, Hammond Peek – King Kong
- Terry Porter, Dean A. Zupancic, Tony Johnson – Opowieści z Narnii: Lew, czarownica i stara szafa
- Kevin O’Connell, Greg P. Russell, Rick Kline, John Pritchett – Wyznania gejszy
- Paul Massey, Doug Hemphill, Peter F. Kurland – Spacer po linie
- Andy Nelson, Anna Behlmer, Ron Judkins – Wojna światów

### Najlepszy montaż dźwięku
- Mike Hopkins, Ethan Van der Ryn – King Kong
- Wylie Stateman – Wyznania gejszy
- Richard King – Wojna światów

### Najlepsze efekty specjalne
- Joe Letteri, Brian Van’t Hul, Christian Rivers, Richard Taylor – King Kong
- Dean Wright, Bill Westenhofer, Jim Berney, Scott Farrar – Opowieści z Narnii: Lew, czarownica i stara szafa
- Dennis Muren, Pablo Helman, Randy Dutra, Daniel Sudick – Wojna światów

### Krótkometrażowy film animowany
- John Canemaker i Peggy Stern – Księżyc i syn

### Krótkometrażowy film aktorski
- Martin McDonagh – Sześciostrzałowiec

### Najlepszy scenariusz oryginalny
- Paul Haggis, Robert Moresco – Miasto gniewu
- George Clooney, Grant Heslov – Good Night and Good Luck
- Woody Allen – Wszystko gra
- Noah Baumbach – Walka żywiołów
- Stephen Gaghan – Syriana

### Najlepszy scenariusz adaptowany
- Larry McMurtry, Diana Ossana – Tajemnica Brokeback Mountain
- Dan Futterman – Capote
- Jeffrey Caine – Wierny ogrodnik
- Josh Olson – Historia przemocy
- Tony Kushner, Eric Roth – Monachium

### Oscary honorowe i specjalne
- Robert Altman – za całokształt twórczości

## Podsumowanie wyników
Nominacje:
- 8 nominacji: Tajemnica Brokeback Mountain
- 6 nominacji: Miasto gniewu, Wyznania gejszy i Good Night and Good Luck
- 5 nominacji: Capote, Spacer po linie i Monachium
- 4 nominacje: King Kong, Wierny ogrodnik i Duma i uprzedzenie
- 3 nominacje:  Opowieści z Narnii: Lew, czarownica i stara szafa, Człowiek ringu i Wojna światów
- 2 nominacje: Syriana, Hustle & Flow, Historia przemocy, Pani Henderson, Daleka północ i Transamerica

Nagrody:
- 3 nagrody: Tajemnica Brokeback Mountain, Miasto gniewu, Wyznania gejszy i King Kong
- 1 nagroda: Capote, Spacer po linie, Wierny ogrodnik, Opowieści z Narnii: Lew, czarownica i stara szafa, Syriana i Hustle & Flow

## Prezenterzy nagród i nominacji
| Imię i nazwisko               | Prezentacja lub wręczenie nagrody:                  |
| ----------------------------- | --------------------------------------------------- |
| Jon Stewart                   | Spiker zapowiadający 78. ceremonię wręczenia nagród |
| Nicole Kidman                 | Najlepszy aktor drugoplanowy                        |
| Ben Stiller                   | Najlepsze efekty specjalne                          |
| Reese Witherspoon             | Najlepszy długometrażowy film animowany             |
| Luke Wilson i Owen Wilson     | Najlepszy krótkometrażowy film aktorski             |
| Joan Cusack i Zach Freeman    | Najlepszy krótkometrażowy film animowany            |
| Jennifer Aniston              | Najlepsze kostiumy                                  |
| Will Ferrell i Steve Carell   | Najlepsza charakteryzacja                           |
| Morgan Freeman                | Najlepsza aktorka drugoplanowa                      |
| Terrence Howard               | Najlepszy krótkometrażowy film dokumentalny         |
| Charlize Theron               | Najlepszy długometrażowy film dokumentalny          |
| Sandra Bullock i Keanu Reeves | Najlepsza scenografia                               |
| Salma Hayek                   | Najlepsza muzyka                                    |
| Jessica Alba i Eric Bana      | Najlepszy dźwięk                                    |
| Lily Tomlin i Meryl Streep    | Całokształt twórczości                              |
| Queen Latifah                 | Najlepsza piosenka                                  |
| Jennifer Garner               | Najlepszy montaż dźwięku                            |
| George Clooney                | Prezentacja segmentu In memoriam                    |
| Will Smith                    | Najlepszy film nieanglojęzyczny                     |
| Zhang Ziyi                    | Najlepszy montaż                                    |
| Hilary Swank                  | Najlepszy aktor pierwszoplanowy                     |
| John Travolta                 | Najlepsze zdjęcia                                   |
| Jamie Foxx                    | Najlepsza aktorka pierwszoplanowa                   |
| Dustin Hoffman                | Najlepszy scenariusz adaptowany                     |
| Uma Thurman                   | Najlepszy scenariusz oryginalny                     |
| Tom Hanks                     | Najlepszy reżyser                                   |
| Jack Nicholson                | Najlepszy film                                      |